# Джеймс, Тео
Те́о Джеймс (англ. Theo James), урожд. Те́одор Пи́тер Джеймс Ки́ннэйрд Тапти́клис (англ. Theodore Peter James Kinnaird Taptiklis, род. 16 декабря 1984, Оксфорд) — английский актёр кино и телевидения.

## Биография
Тео Джеймс родился в Оксфорде 16 декабря 1984 года в семье Филипа Таптиклиса и Джейн Мартин. Его дедушка со стороны отца — грек; он переехал из Пелопоннеса в Новую Зеландию. У него также шотландские и английские корни со стороны матери. Джеймс является младшим ребёнком в семье — у него есть два старших брата и две старшие сестры. Он окончил Ноттингемский университет, получив степень по философии. Актёрскому мастерству он обучался в Бристольской театральной школе Олд Вик.
Дебют Джеймса на телевидении состоялся в 2010 году, когда он появился в сериале «Страстная женщина». Также он снялся в третьей серии первого сезона сериала «Аббатство Даунтон» в роли турка Кемаля Памука. В том же году он сыграл свою первую роль в большом кино, снявшись в фильме Вуди Аллена «Ты встретишь таинственного незнакомца».
В 2011 году Джеймс получил главную роль в британском телесериале «Бедлам» и роль вампира Дэвида в четвёртой части франшизы «Другой мир: Пробуждение». В 2012 году он появился в фильме «Комната наверху», а в 2013 году на экраны вышел телесериал «Везунчик», в котором Джеймс исполнил главную роль детектива Уолтера Кларка; шоу было отменено после первого сезона.
Помимо актёрской карьеры, Джеймс состоял в музыкальной группе Shere Khan в качестве вокалиста и гитариста. 21 ноября 2012 года участники группы сообщили на своей странице в Facebook, что прекращают свою деятельность.
Джеймс исполнил роль Тобиаса Итона (Фор) в экранизации романа Вероники Рот «Дивергент» (2014). Он также исполнил роль Фора в ещё двух фильмах франшизы: «Дивергент, глава 2: Инсургент» (2015) и «Дивергент, глава 3: За стеной» (2016).
В 2014 году Джеймс снялся в фильме «Лондонские поля». В 2016 году он повторил роль вампира Дэвида в фильме «Другой мир: Войны крови».
В 2020 году Джеймс появился на лондонской сцене в восстановленной постановке мюзикла «Город ангелов».
В 2022 году во втором сезоне сериала «Белый лотос» компании HBO исполнил одну из главных ролей.
В мае 2023 года стало известно, что Джеймс получил главную роль в экранизации рассказа «Обезьяна» Стивена Кинга.

## Личная жизнь
С 2018 года женат на ирландской актрисе Рут Кирни, с которой, предположительно, познакомился во время совместного обучения в Бристольской театральной школе Олд Вик в 2009 году. Супруги не афишируют личную жизнь, редко вместе появляются и не публикуют совместные фотографии в социальных сетях. С августа 2021 года известно, что у пары есть дочь, однако точная дата её рождения неизвестна.

## Фильмография
| Год       |     | Русское название                      | Оригинальное название              | Роль                        |
| --------- | --- | ------------------------------------- | ---------------------------------- | --------------------------- |
| 2010      | ф   | Ты встретишь таинственного незнакомца | You Will Meet a Tall Dark Stranger | Рэй                         |
| 2010      | с   | Страстная женщина                     | A Passionate Woman                 | Александер Крэйзеновски     |
| 2010      | с   | Аббатство Даунтон                     | Downton Abbey                      | Кемаль Памук                |
| 2011      | ф   | Переростки                            | The Inbetweeners Movie             | Джеймс Хелер                |
| 2011      | с   | Бедлам                                | Bedlam                             | Джед Харпер                 |
| 2012      | ф   | Другой мир: Пробуждение               | Underworld: Awakening              | Дэвид                       |
| 2012      | ф   | Эффект домино                         | The Domino Effect                  | гость на ужине              |
| 2012      | с   | Пункт спасения                        | Case Sensitive                     | Эйдан Харпер                |
| 2012      | с   | Комната наверху                       | Room at the Top                    | Джек Уэйлс                  |
| 2013      | с   | Везунчик                              | Golden Boy                         | Уолтер Уильям Кларк         |
| 2014      | ф   | Дивергент                             | Divergent                          | Тобиас «Фор» Итон           |
| 2015      | ф   | Дивергент, глава 2: Инсургент         | The Divergent Series: Insurgent    | Тобиас «Фор» Итон           |
| 2015      | ф   | Благодетель                           | The Benefactor                     | Лука Харрис                 |
| 2015      | кор | Френни                                | Frenny                             | Люк                         |
| 2016      | ф   | Война против всех                     | War on Everyone                    | Джеймс Мэнгэн               |
| 2016      | ф   | Дивергент, глава 3: За стеной         | The Divergent Series: Allegiant    | Тобиас «Фор» Итон           |
| 2016      | ки  | Allegiant: VR Experience              | Allegiant: VR Experience           | Тобиас «Фор» Итон           |
| 2016      | ф   | Скрижали судьбы                       | The Secret Scripture               | отец Гаунт                  |
| 2016      | ф   | Другой мир: Войны крови               | Underworld: Blood Wars             | Дэвид / Старейшина вампиров |
| 2016      | ф   | Лондонские поля                       | London Fields                      | Гай Клинч                   |
| 2018      | ф   | Двойная игра                          | Backstabbing for Beginners         | Майкл                       |
| 2018      | ф   | Зои                                   | Zoe                                | Эш                          |
| 2018      | ф   | Как это заканчивается                 | How It Ends                        | Уилл Янгер                  |
| 2018—2021 | мс  | Кастлвания                            | Castlevania                        | Гектор                      |
| 2019      | ф   | Искусство обмана                      | Lying and Stealing                 | Иван                        |
| 2019      | с   | Сэндитон                              | Sanditon                           | Сидни Паркер                |
| 2020      | ф   | Мой создатель                         | Archive                            | Джордж Элмор                |
| 2022      | ф   | Клон                                  | Dual                               | Роберт Майклз               |
| 2022      | ф   | Список мистера Малкольма              | Mr. Malcolm’s List                 | капитан Генри Оссери        |
| 2022      | мф  | Ведьмак: Кошмар волка                 | The Witcher: Nightmare of the Wolf | Весемир                     |
| 2022      | с   | Жена путешественника во времени       | The Time Traveler’s Wife           | Генри Детембл               |
| 2022      | с   | Белый лотос                           | The White Lotus                    | Камерон                     |
| 2024      | с   | Джентльмены                           | The Gentlemen                      | Эдди Хорниман               |
| 2025      | ф   | Обезьяна                              | The Monkey                         | Хэл Шелборн / Билл Шелборн  |
| 2025      | ф   | Fuze                                  | Fuze                               |                             |